# Comostola
Comostola är ett släkte av fjärilar. Comostola ingår i familjen mätare.

## Bildgalleri

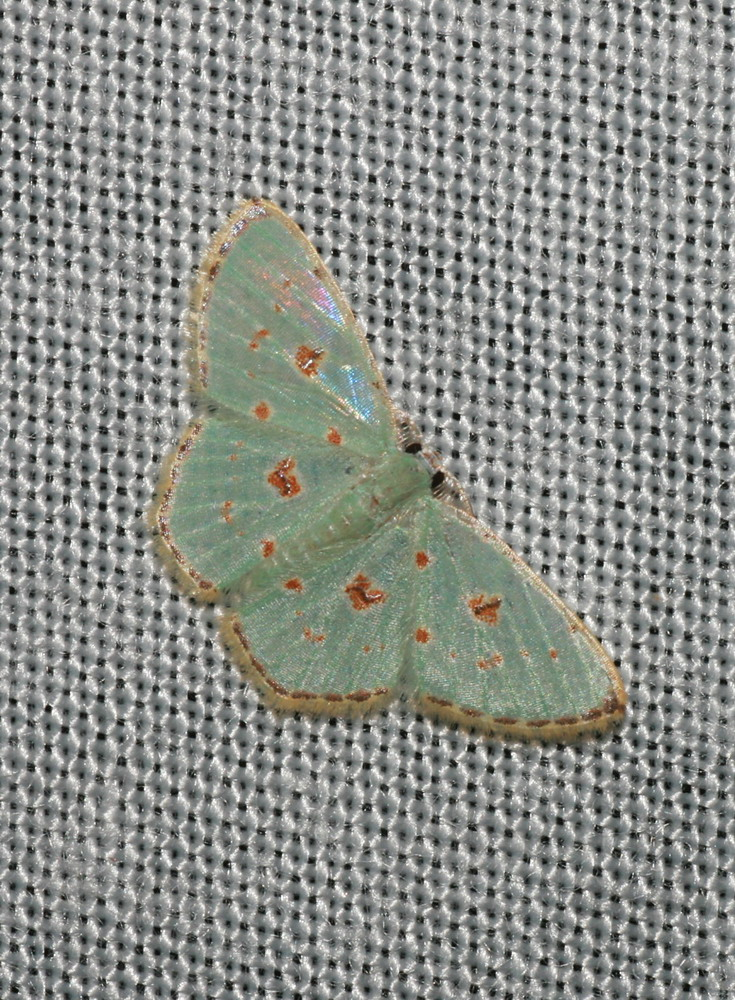
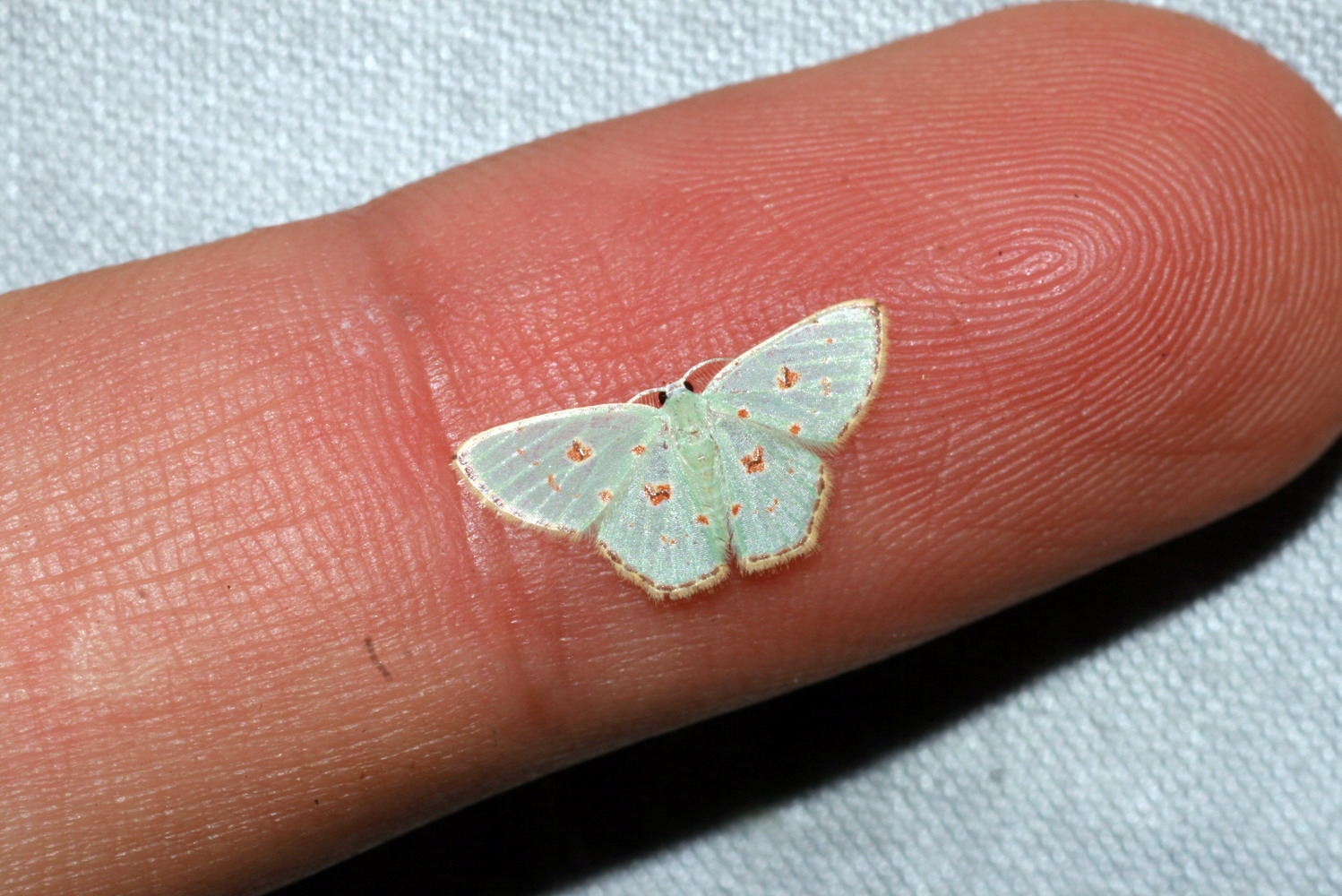
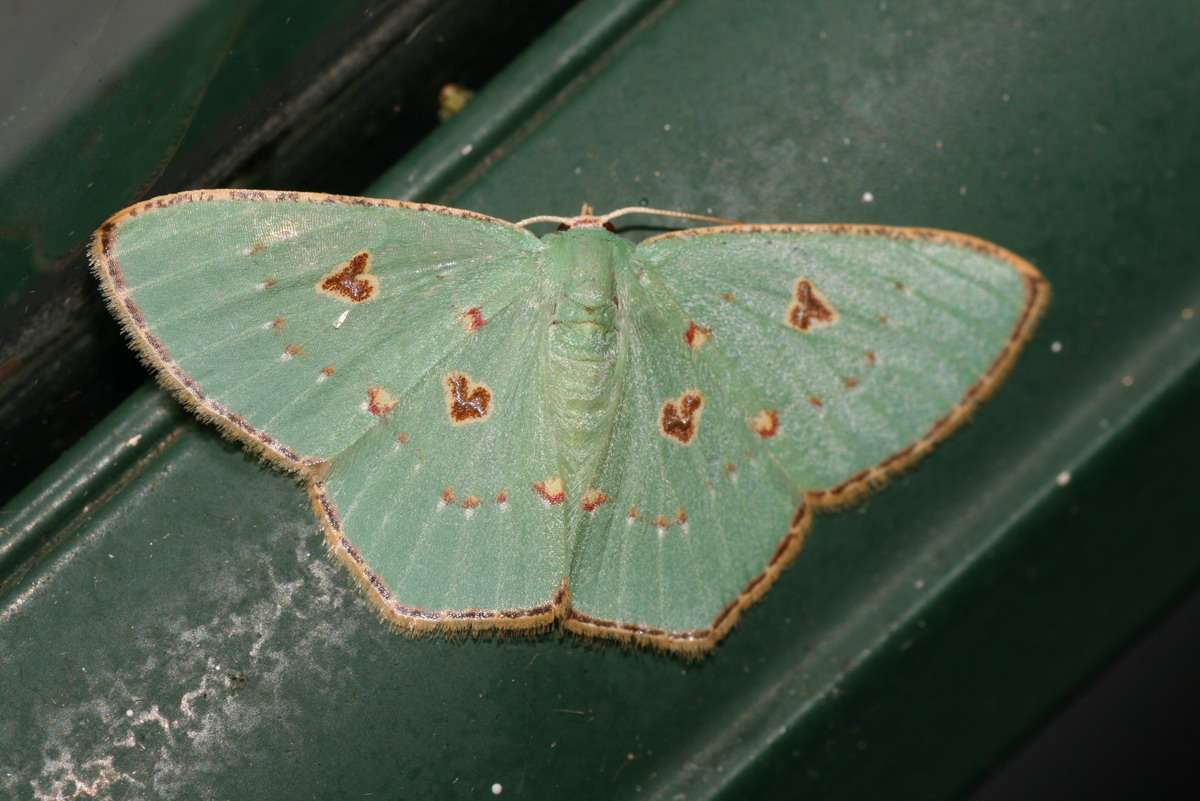

## Dottertaxa tillComostola, i alfabetisk ordning[1]
- Comostola anicana
- Comostola caledonica
- Comostola callista
- Comostola cedilla
- Comostola chlorargyra
- Comostola conchylias
- Comostola confusa
- Comostola demeritaria
- Comostola dispansa
- Comostola ectenes
- Comostola enodata
- Comostola eucraspeda
- Comostola flavicincta
- Comostola flavifimbria
- Comostola francki
- Comostola haplophanes
- Comostola hypotyphla
- Comostola hyptiostega
- Comostola inops
- Comostola insulata
- Comostola iodioides
- Comostola kawazoei
- Comostola laesaria
- Comostola leucomerata
- Comostola levata
- Comostola maculata
- Comostola meritaria
- Comostola minutata
- Comostola mundata
- Comostola nereidaria
- Comostola nympha
- Comostola ocellulata
- Comostola orestias
- Comostola ovifera
- Comostola perlepidaria
- Comostola pupillata
- Comostola rubeibasis
- Comostola rufimargo
- Comostola satoi
- Comostola storthyngica
- Comostola subtiliaria
- Comostola szechuanensis
- Comostola thalassias
- Comostola vapida
- Comostola virago